# Johann Friedrich Helmsdorf

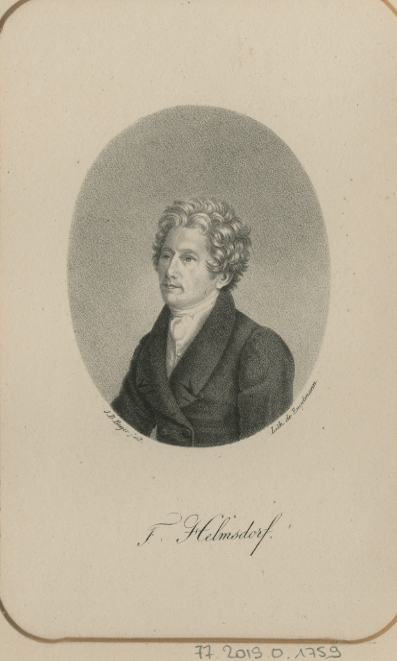
Johann Friedrich Helmsdorf nach einem Stich von Jean Daniel Beyer

Johann Friedrich Helmsdorf (* 1. September 1783 in Magdeburg, Kurfürstentum Brandenburg; † 28. Januar 1852 in Karlsruhe, Großherzogtum Baden) war ein deutscher Landschaftsmaler und Radierer.

## Leben

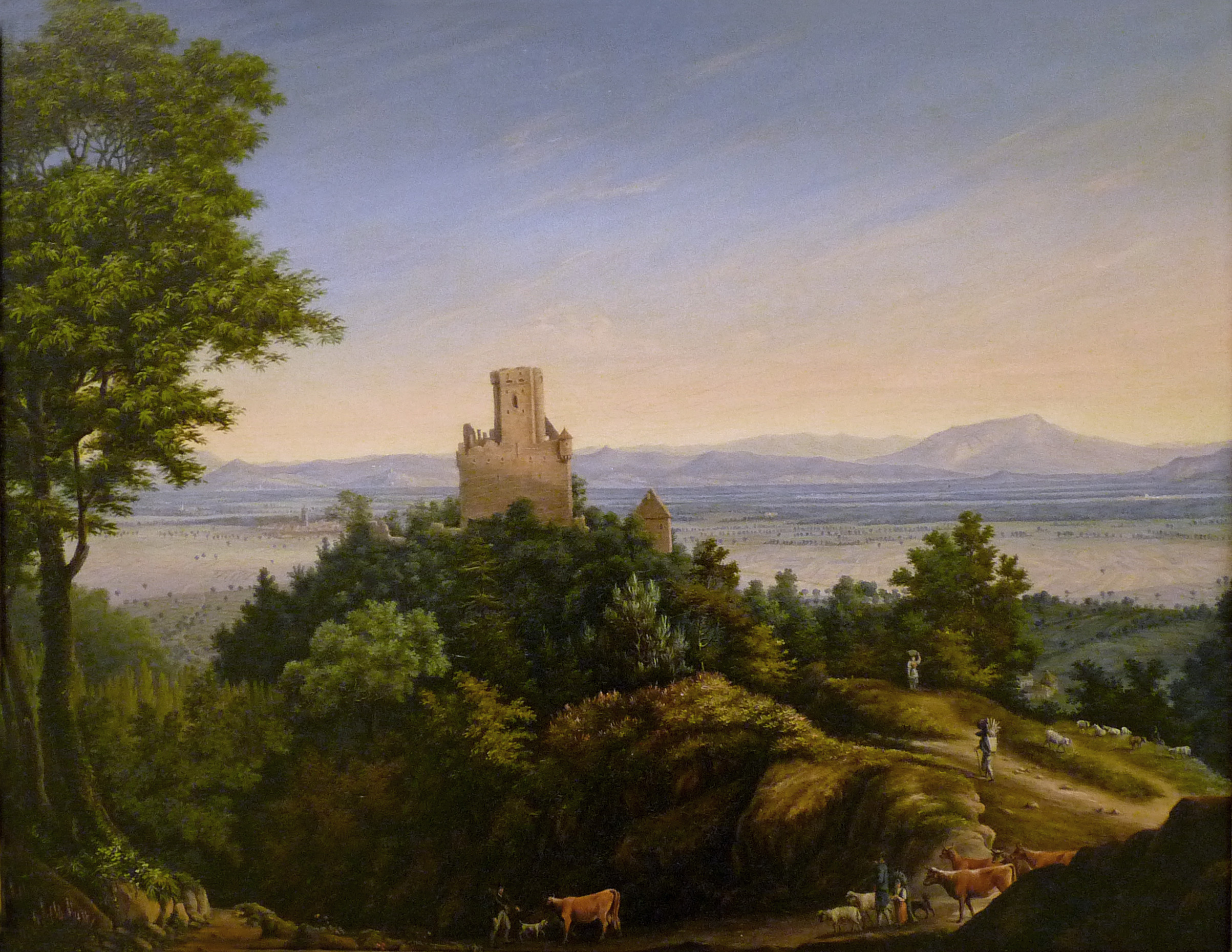
Ansicht der Burg Kintzheim, um 1830, Musée des Beaux-Arts de Strasbourg

Helmsdorf erhielt seinen ersten Kunstunterricht bei Johann Adam Breysig an der 1793 gegründeten Provinzial-Kunstschule seiner Vaterstadt. 1809 wurde er durch Heirat in Straßburg ansässig. Mehrere Jahre weilte er unter Deutschrömern in Italien. In Rom lebte er von Ende Dezember 1816 bis März 1820. Dort freundete er sich mit Karl Philipp Fohr und Augustin Siegert an. Mit Ersterem führte er im Auftrag von Caroline von Humboldt gemeinsame Gemälde von Ansichten Roms und seiner Umgebung aus, mit Zweitem unternahm er eine Reise nach Sizilien. Im April 1819 war er Teilnehmer der Ausstellung deutscher Künstler im Palazzo Caffarelli, die auch von Franz I. von Österreich besichtigt wurde. 1820 kehrte er nach Straßburg zurück. Am 22. Januar 1825 wurde er Mitglied der Königlich Preußischen Akademie der Künste in Berlin. Helmsdorfs Tätigkeit lässt sich außerdem in Karlsruhe und Mannheim nachweisen. 1831 avancierte er zum badischen Hofmaler.
Helmdorfs Landschaftsmalerei zeigt Motive vom Schwarzwald, den Vogesen, der Campagna Romana und Roms. Besonders gewürdigt wurden seine römischen Gemälde, etwa das Bild Blick auf Rom von S. Onofrio (Aussicht auf Rom von der Tasso-Eiche her), das er 1818/1819 in Rom nach der Natur zeichnete und 1824 in Straßburg in Öl auf Leinwand vollendete. In diesem Gemälde beschirmt die Tasso-Eiche einen Freundesbund und verweist so auf ihre integrative Funktion für die deutschen Künstler in Rom.
Ein Stammbuch aus dem Besitz von Johann Friedrich Helmsdorf befindet sich in der Badischen Landesbibliothek Karlsruhe.